# وانگ جین (جودوکار)
وانگ جین (انگلیسی: Wang Jin؛ زادهٔ ۱۳ سپتامبر ۱۹۷۲) جودوکار زن اهل چین بود. وی در بازی‌های المپیک تابستانی ۱۹۹۶ شرکت کرده‌است.